# Sint-Elisabethkerk (Westrum)
De Sint-Elisabethkerk (St.-Elisabeth-Kirche) is een kerkgebouw in Westrum, Oost-Friesland. Delen van de kerk worden gedateerd op het midden van de 13e eeuw. Het kerkgebouw werd in 1420 grotendeels verwoest en daarna in gewijzigde vorm herbouwd. Sinds 1548 wordt het gebouw gebruikt voor de erediensten van de protestants-lutherse gemeente. In 1999 besloot de kerkenraad de kerk te vernoemen naar Elisabeth van Thüringen, die door haar liefdadigheid ook in protestantse kringen een zekere verering kent. Onbekend is welk patrocinium de kerk vroeger had.

## Voorgeschiedenis
Bij archeologische opgravingen tussen 1986 en 1996 vond men hoog- en laatmiddeleeuwse graven. Ook werden er fundamentresten aangetroffen. Deze vondsten geven aanleiding tot het vermoeden dat er op de terp minstens twee oudere gebouwen hebben gestaan: een houten kerk uit de 11e eeuw en een stenen kerk van granieten blokken uit de 12e eeuw. Oorspronkelijk behoorde de gemeente Westrum tot het aartsbisdom Bremen.

## Bouwbeschrijving
De kerk werd als rechthoekige zaalkerk met een oostelijke apsis gebouwd. Aan de westelijke kant is een kleine klokkentoren aangebouwd, die het voor de streek karakteristieke parallelmuurtype vertegenwoordigt. De westelijke muur van de kerk dient daarbij als de derde parallelmuur van de klokkentoren. In het bovenste deel van de noordelijke muur zijn twee kleine romaanse ramen, die tijdens de herstelwerkzaamheden in 1912 werden herontdekt en opnieuw geopend. Onbekend is wanneer het grote rondboograam in de noordelijke muur en de vijf rondboogramen in de zuidelijke muur werden aangebracht. In de apsis bevonden zich oorspronkelijk drie ramen, waarvan het noordelijke later werd dichtgemetseld. Het ingangsportaal is op het zuiden gelegen. In de kerk is nog zichtbaar dat er aan de noordelijke kant ook een portaal heeft gezeten.

## Interieur

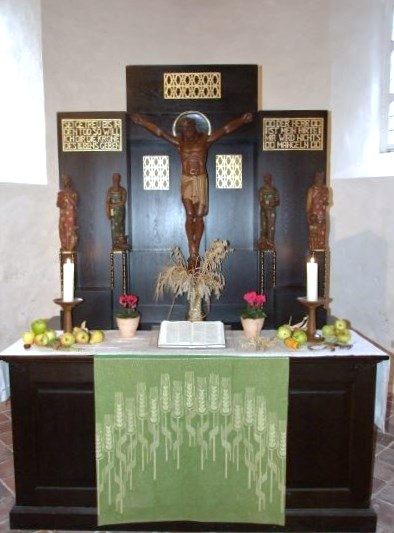
Jugendstil-altaar

Het rechthoekige interieur heeft zonder apsis een lengte van 10,4 meter en een breedte van 8,1 meter. De triomfboog, die de altaarruimte van de kerkzaal scheidde, werd bij de renovatie van 1912 weggebroken. Tussen de kerkbanken ligt een met tegels belegde gang, terwijl de vloer onder de banken van hout is. Boven wordt de ruimte door een eenvoudig balkenplafond afgesloten. Onder de westelijke orgelgalerij bevinden zich een met houten wanden afgeschermd kerkmuseum en de sacristie, van waaruit een trap naar de galerij voert.

## Inrichting
De stenen en met hout ommantelde mensa van het altaar heeft een hoogte van 1,10 meter, een breedte van 1,75 meter en een diepte van 0,85 meter. De huidige jugendstil-opzet is een werk van de uit Denemarken afkomstige en later in het hertogdom Oldenburg werkzame kunstenaar Wilhelm Larsen (1861–1913). Het toont in het centrum de gekruisigde Jezus met rechts en links van Hem de vier evangelisten. Het oudere classicistisch retabel van 1847 hangt aan de noordelijke muur.
Aan de zuidelijke muur staat rechts van de apsis de zeshoekige kansel. Daarboven hangt een eveneens zeshoekig klankbord. De lezenaar voor de apsis werd na 1988 gemaakt van een deur van de kerkbanken.
Links van de apsis staat het eiken doopvont. De voet staat op een romaanse basis van een ouder doopvont. De houten standaard draagt het inschrift van de schenker en de datum 1648. Boven het doopvont hangt de deksel.
De kerkbanken bieden plaats aan ongeveer 100 gelovigen. De deuren en wangen van de banken stammen uit het midden van de 17e eeuw en zijn nog origineel.

## Orgel
Vanaf 1866 beschikte de kerk over een orgel. Het harmonium werd in 1891 door een reeds bestaand orgel uit de Sint-Jacobuskerk van Sandel vervangen, dat pas na de bouw van een orgelgalerij in 1918 werd geplaatst. Ongeveer 30 jaar later bouwde de bekende orgelbouwer Alfred Führer uit Wilhelmshaven het huidige orgel voor de kerk. Het bezit negen registers, verdeeld over twee manualen en een zelfstandig pedaal. In de jaren 1960 en 1996 werd het orgel gereviseerd.

## Kerkmuseum
Onder de galerij bevindt zich sinds 2007 een klein museum waar men permanent voorwerpen tentoonstelt. Het betreffen vooral oude Bijbels uit de 16e eeuw en drukwerk uit de afgelopen eeuwen.

## Klokkentoren
De rond 1760 gebouwde klokkentoren van de kerk was oorspronkelijk een vrijstaande structuur. In 1761 werd door de klokkengieterij Claude en Mammeus Fremy uit Burhafen een klok voor de toren gegoten. Hierbij werd gebruikgemaakt van het materiaal van oudere klokken. Tegen het einde van de jaren 1790 werd het gat tussen de toren en de kerk gesloten en op deze manier plaats voor nog een klok van dezelfde klokkengieterij gecreëerd. De oudere klok, die de kleinste is, werd in het nieuwe deel van de klokkentoren opgehangen en draagt de naam Frederik August. De jongere klok hangt op de plaats van de oudere klok en werd vernoemd naar de russische tsaar Paul I. Daarmee herinneren de beide klokken aan twee van de talrijke vorsten die het Jeverland op afstand regeerden.